# Karos Online
Karos: Начало (англ. Karos Online) — бесплатная многопользовательская ролевая онлайн-игра (MMORPG), разработанная корейской компанией GalaxyGate в 2009 году. В Европе и США издавалась компанией NHN Corporation, открытый бета-тест стартовал 4 декабря 2009 года. 6 октября 2010 года игра была издана в России компанией Nikita Online.
Действие игры происходит в оригинальном фэнтезийном мире Азмара, стержневым элементом которого является мифическая субстанция — флетта. Она олицетворяет собой магическую силу земли и является предметом соперничества сил света и тьмы. Герой, управляемый игроком, должен одолеть проклятие тьмы, грозящее уничтожить Азмара, и стать мифическим воином Каросом.

## Игровой процесс
Особенности игры
- инновационная концепция флетты.
- возможность осады замков с применением осадных орудий. Захват замка позволяет собирать налог со всех сделок в личных магазинах, совершаемых в мире «Karos: Начало».
- возможность захвата шахт, добывающих флетту.
- ездовые животные, в неактивном состоянии трансформирующиеся в часть доспеха (тотем).
- система Free-to-play.

### Флетта
Помимо традиционной маны, в игре существует ещё одна форма магической энергии — фле́тта.
Флетта — магическая сила, которой наделено каждое живое существо в мире. Является основным элементом в игровом мире.
В игре встречается в следующих формах:
- Осколки Флеттоцветов. Используются при создании оружия и доспехов Флетты.
- Концентрат Флетты. Также используется для создания оружия и доспехов Флетты, кристаллов Флетты.
- Кристаллы Флетты. В большинстве своем используются для создания ездовых животных. Кроме того, применяются для создания свитков улучшения доспехов и оружия.
- Очки Флетты (получаются за убийство монстров). Насколько уровень монстра превышает уровень игрока, настолько больше очков получает игрок. Очки используются для улучшения специфических характеристик персонажа.
- Рецепты Флеттоцвета, специфические предметы для ремесла. Они выпадают из ряда низкоуровневых монстров.

## Сюжет
Пять веков жестокая война терзала континент Брокион планеты Азмара. Император Хасс настойчиво преследовал одну цель: собрать как можно больше флетты и с её помощью не допустить воскрешения Малекса Всемогущего, наследника престола тьмы. Оба противника всецело сосредоточились на повышении экономической и военной мощи и накоплении флетты, в результате чего по всему миру стали исчезать флеттоцветы. Тогда силы тьмы пошли на жестокий шаг: для получения флетты они стали приносить в жертву живых существ, в том числе и представителей собственного народа. Оставшихся в живых солдат тьмы отправили к месторождениям флетты с целью сбора этой мифической субстанции, пока она окончательно не иссякла.
Затем силы тьмы узнали, что если продолжать откладывать воскрешение Малекса, то его тело превратится в пепел. Защитники света, в свою очередь, выяснили, что Рет, наследник престола света, также погибнет, если силам тьмы всё-таки удастся воскресить своего повелителя. Посланники сил света во что бы то ни стало должны были спасти своего престолонаследника и на Совете флетты заключили пакт об объединении армий и волшебной энергии. Так образовалась Федерация Кафернель, названная в честь бога света. Тем не менее, из-за нехватки флеттоцветов разразились внутренние конфликты, в результате которых Федерации пришлось изменить свою стратегию и занять более жесткую позицию. Только война могла заставить силы тьмы вернуть всю энергию флетты. В награду за победу над врагом посланники света и по сей день готовы отдавать шахты с флеттой тем, кто сможет отвоевать их у тёмных и оборонять. А тот, кому удастся уничтожить душу Малекса, получит должность главнокомандующего армией Федерации.

## Отзывы
| Русскоязычные издания | Русскоязычные издания |
| Издание               | Оценка                |
| --------------------- | --------------------- |
| 3DNews                | без оценки            |
| «Игромания»           | 65/100                |

Игра получила преимущественно умеренные отзывы критиков.